# Martin Gutzwiller
Martin C. Gutzwiller (Basileia, 12 de outubro de 1925) é um físico suíço.